# Ivan Höger
Ivan Höger (Rychtářov, República Checa, 17 de septiembre de 1982) es un exjugador de baloncesto de nacionalidad checa. Con 2,25 metros de altura, actuaba en la posición de pívot.

## Trayectoria
Gracias a su llamativa altura, el club esloveno Union Olimpija Ljubljana lo reclutó en 1999. Debutó con el equipo profesional en 2002, pero fue liberado poco después, debido a la escasa proyección de su talento que se avizoraba. Tuvo la chance de unirse al Triglav Kranj para la temporada 2002-03, pero aquella sería su última experiencia en una liga altamente competitiva. 
Posteriormente jugó durante tres años en Austria, regresando a su país natal en febrero de 2006 para hacer su debut en la NBL con el BC Sparta Praha, donde fue suplente de Daniel Douša. Sin embargo no tardó en volver a migrar en busca de un club y una competición en la que pudiera progresar como jugador en el proceso de adquisición y dominio de los aspectos técnicos del baloncesto.
Se incorporó en junio de 2006 al CSKA Sofía de Bulgaria con un contrato de cuatro años, sin embargo poco después rompió el trato y partió rumbo a Dinamarca, donde los Svendborg Rabbits le dieron las condiciones que exigía.
Cuatro años duró su compromiso con los dinamarquéses, obteniendo el título local en la temporada 2009-10.
Posteriormente jugó en el AEL Limassol BC de Chipre y en el BC GAU Tbilisi de Georgia, actuando brevemente también en la segunda división de Japón como refuerzo del Rizing Zephyr Fukuoka.
En enero de 2013 fue fichado por el CS Farul Constanţa de Rumania. Tuvo luego un paso por Malta cuando jugó para el Siggiewi BC, regresando en el verano de 2014 a los Svendborg Rabbits, donde jugaría sus últimos partidos antes de retirarse definitivamente del deporte profesional por recomendación médica. 

## Selección nacional
Hoger jugó con la selección de baloncesto de República Checa Sub-20 en 2002.